# Crescent (Gackt)
Crescent è il quinto album del cantante rock giapponese Gackt ed è stato pubblicato nel 2003.

## Tracce
1. Dybbuk
2. mind forest
3. Tsuki no uta
4. Kimi ga matteiru kara
5. Solitary
6. Hoshi no suna
7. Lust for blood
8. white eyes
9. Kimi ga oikaketa yume
10. Last Song
11. Birdcage
12. Orange no taiyou